# Фредерик Жолио Кюри (улица в София)
„Фредерик Жолио-Кюри“ е улица в район „Изгрев“, София. Наименувана е на френския физик и химик Жан Фредерик Жолио-Кюри, носител на Нобелова награда.
Простира се между бул. „Цариградско шосе“ на север до Борисовата градина на юг.

## Обекти
На ул. „Фредерик Жолио-Кюри“ или в нейния район се намират следните обекти (от север на юг):
- площад „Радой Ралин“
- читалище „Николай Хайтов“
- Частна професионална гимназия
- Администрация на район „Изгрев“
- 119 СОУ „Акад. М. Арнаудов“
- 165 ДГ „Латинка“
- Междуучилищен център
- СХУ по приложни изкуства
- Посолство на Перу
- Посолство на Република Македония, №17
- Посолство на Судан
- Посолство на Корея
- Посолство на Аржентина
- Посолство на Германия
- Посолство на Виетнам
- Посолство на Монголия
- Борисова градина

## Обществен транспорт
На кръстовището на улицата с бул. „Драган Цанков“ е разположена метростанция 10 „Ф. Жолио Кюри“ на Първи метродиаметър на Софийското метро.